# 菅谷憲一郎
菅谷 憲一郎（すがや けんいちろう、1952年（昭和27年）4月3日 - ）は、日本の政治家。茨城県古河市長（1期）、茨城県議会議員（1期）、総和町長（2期）などを歴任した。

## 来歴
茨城県古河市出身。茨城県立古河第一高等学校を経て1975年（昭和50年）3月、東海大学政治経済学部卒業。38歳のときに首長になろうと決意し、1992年（平成4年）、総和町長選挙に出馬するも落選。1996年（平成8年）の町長選挙で初当選。2000年（平成12年）に再選。2004年（平成16年）の町長選挙で白戸仲久に敗れる。
2005年（平成17年）9月12日、旧古河市と総和町、三和町が新設合併、現在の古河市となる。これに伴って行われた古河市長選挙に出馬するも落選。2009年（平成21年）の市長選でも落選。
2010年（平成22年）12月12日に行われた茨城県議会議員選挙に民主党公認で出馬し初当選。
2012年（平成24年）11月19日、リコール運動によって白戸仲久市長は辞職。翌12月の出直し市長選挙で前職の白戸を破り初当選した。2016年（平成28年）の市長選で落選。

## 市長選の結果
2005年古河市長選挙
2005年（平成17年）10月16日執行。総和町長の白戸仲久、新市誕生まで旧古河市長を務めていた小久保忠男らと戦うも落選。
※当日有権者数：116,759人 最終投票率：60.44%（前回比：pts）
| 候補者名   | 年齢 | 所属党派 | 新旧別 | 得票数   | 得票率 | 推薦・支持         |
| ---------- | ---- | -------- | ------ | -------- | ------ | ------------------ |
| 白戸仲久   | 63   | 無所属   | 新     | 27,809票 | 39.76% | （推薦）自由民主党 |
| 小久保忠男 | 59   | 無所属   | 新     | 23,498票 | 33.60% |                    |
| 菅谷憲一郎 | 53   | 無所属   | 新     | 18,635票 | 26.64% |                    |

2009年古河市長選挙
2009年（平成21年）10月4日執行。4年前と同じ顔ぶれとなった選挙。次点で落選。
※当日有権者数：117,227人 最終投票率：57.51%（前回比：-2.93pts）
| 候補者名   | 年齢 | 所属党派 | 新旧別 | 得票数   | 得票率 | 推薦・支持 |
| ---------- | ---- | -------- | ------ | -------- | ------ | ---------- |
| 白戸仲久   | 67   | 無所属   | 現     | 25,838票 | 38.63% |            |
| 菅谷憲一郎 | 57   | 無所属   | 新     | 20,913票 | 31.27% |            |
| 小久保忠男 | 63   | 無所属   | 新     | 20,137票 | 30.10% |            |

2012年古河市長選挙
2012年（平成24年）12月16日執行。市長辞職により行われた市長選挙。菅谷は白戸のリコールの発端となった、翌夏の着工を予定する事業費125億円の文化センターの建設中止を訴えて出馬した。一方の辞職した白戸も自由民主党と公明党の推薦を得て出馬。菅谷は4度目となる白戸との戦いについに勝利した。
※当日有権者数：117,436人 最終投票率：64.71%（前回比：+7.2pts）
| 候補者名   | 年齢 | 所属党派 | 新旧別 | 得票数   | 得票率 | 推薦・支持                 |
| ---------- | ---- | -------- | ------ | -------- | ------ | -------------------------- |
| 菅谷憲一郎 | 60   | 無所属   | 新     | 43,087票 | 58.63% |                            |
| 白戸仲久   | 71   | 無所属   | 現     | 30,404票 | 41.37% | （推薦）自由民主党・公明党 |

2016年古河市長選挙
2016年（平成28年）11月27日執行。元市議の針谷力に敗れ落選。
※当日有権者数：119,027人 最終投票率：47.42%（前回比：-17.29pts）
| 候補者名   | 年齢 | 所属党派 | 新旧別 | 得票数   | 得票率 | 推薦・支持 |
| ---------- | ---- | -------- | ------ | -------- | ------ | ---------- |
| 針谷力     | 55   | 無所属   | 新     | 32,988票 | 59.14% |            |
| 菅谷憲一郎 | 64   | 無所属   | 現     | 22,796票 | 40.86% |            |

2020年古河市長選挙
2020年（令和2年）11月29日執行。返り咲きを目指したが針谷に敗れ落選。
※当日有権者数：117,624人 最終投票率：45.99%（前回比：-1.43pts）
| 候補者名   | 年齢 | 所属党派 | 新旧別 | 得票数   | 得票率 | 推薦・支持 |
| ---------- | ---- | -------- | ------ | -------- | ------ | ---------- |
| 針谷力     | 59   | 無所属   | 現     | 33,697票 | 62.99% |            |
| 菅谷憲一郎 | 68   | 無所属   | 元     | 19,798票 | 37.01% |            |